# جرم متباين
يعرف الجرم المتباين وفق علم فلك الكواكب بأنه الجرم الذي تتم فيه عملية فصل لمكوناته وفق الخواص الفيزيايائية والكيميائية لهذه المكونات. حيث يتطور هذا الجرم ليصيح جرم متراكب من طبقات متمايزة. تغور المواد الأكثف إلى مركز الجرم في حين أن المواد الأقل كثافة تكون على السطح ، وبذلك سيتكون الجرم المتباين من نواة ودثار وأحياناً يمكن أن تتركب القشرة فوق الدثار

## التسخين
أثناء بداية المجموعة الشمسية وعند بدء اشتعال الشمس في السديم الشمسي تبخر الهيدروجين والهيليوم ومواد متطايرة أخرى بالقرب من الشمس وحملتها الرياح الشمسية بعيداً بسبب كثافتها المنخفضة. في حين أن الصخور والمركبات التي ضمنها بقيت على الرغم من تجردها من الغلاف الجوي الذي كان يحيط بها للتتراكم ضمن الكوكب الأولي.
وقد كان الكوكب الأولي يحوي على عناصر نشطة إشعاعياً. وتناقصت كميات هذه العناصر بسبب النشاط الإشعاعي. مسببةً التسخين ضمن الكوكب الأولي وهذ التسخين يضاف إلى ضغط الجاذبية وأدى إلى صهر قسم من الكوكب الأولي كلما ازداد تطوره باتجاه أن يصبح كوكب. ويمكن للمواد ذات الكثافة العالية في منطقة الانصهار أن تنجرف إلى المركز بينما سترتفع المواد الأقل كثافة إلى السطح